# Александар Вукотић (фудбалер)
Александар Вукотић (Краљево, 22. јул 1995) српски је фудбалер, који тренутно наступа за Васланд-Беверен. Висок је 202 центиметра и игра на позицији централног одбрамбеног играча, а боље се сналази левом ногом.

## Каријера

### Почеци
Вукотић је фудбалом почео да се бави са 7 година у фудбалском клубу „Волеј” из Врњачке Бање. У млађим узрастима играо је на више позиција у тиму, нешто офанзивније, а 2007. године изабран је за најбољег клупског појединца у узрасту до 12 година. Током 10 година проведених у овом клубу, забележио је укупно 227 утакмица и постигао 175 голова, чиме је постао рекордер клуба по броју наступа и постигнутих голова.
Игре у овом клубу препоручиле су га краљевачкој Слоги, у коју је 2011. прешао као кадет, а потом наступао и за омладинце у квалитетној лиги Србије. За сениорску екипу Слоге дебитовао је 1. децембра 2012. године, заменивши Стефана Драшковића у другом полувремену утакмице против Баната. На званичној презентацији Прве лиге Србије тада је потписан као „Вукошић”, што је унело конфузију на још неколико сајтова. За прву екипу Слоге наступио је укупно два пута, од чега је свих 90 минута одиграо против Пролетера у Новом Саду на затварању сезоне 2013/14.
По завршетку средње школе и окончању омладинског стажа, Вукотић прелази у Долину из Падине. За ову екипу наступао је као бонус играч у српској лиги Војводине током сезоне 2014/15.

### Крупа
Лета 2015, Вукотић је приступио тадашњем члану Прве лиге Републике Српске, фудбалском клубу Крупа из истоименог места на реци Врбасу. Убрзо се усталио у стартној екипи овог клуба, одигравши већину утакмица током своје прве сезоне. Освојивши прво место у другом рангу такмичења, Вукотић је са Крупом обезбедио пласман у Премијер лигу БиХ. Почетком наредне сезоне, Вукотић је потписао професионални уговор са клубом на три године, када је аванзовао у капитена Крупе, која је јесењи део сезоне 2016/17. у Премијер лига Босне и Херцеговине завршила на 4. месту. Као најбоље оцењени играч Крупе, Вукотић се нашао у тиму сезоне првенства Босне и Херцеговине. Крајем 2017. Вукотић се нашао међу номинованим кандидатима за најбољег фудбалера Републике Српске у протеклој години. Почетком наредне године, Вукотић је и званично проглашен најбољим фудбалером Републике Српске.

### Васланд-Беверен
Године 2018, 21. маја, Вукотић је потписао трогодишњи уговор са Васланд-Бевереном, чланом прве белгијске лиге. Вредност трансфера процењена је на 345 хиљада евра, као и 10% од наредног трансфера. Вукотић је за свој нови клуб званично дебитовао на отварању сезоне 2018/19, против Зулте Варегема, у гостима. Први гол за екипу Васланд-Беверена Вукотић је постигао у поразу од Гента резултатом 4ː1 у оквиру 3. кола првенства. Вукотић је утакмици 14. кола Прве лиге Белгије, у поразу од Андерлехта на домаћем терену, добио 5. јавну опомену у сезони, чиме је суспендован за наредно коло, против Серкл Брижа. Након истека суспензије, у поставу се вратио на сусрету са Мускроном, у оквиру 16. кола тог такмичења.

## Репрезентација
Услед запажених игара у млађим категоријама на клупском нивоу, Вукотић је као члан академије „Волеј” добио позив у кадетску репрезентацију Србије, за коју је дебитовао 2011. године. Вукотић се, у октобру 2018. године нашао на списку играча селекције до 23 године старости, под вођством Милана Обрадовића, за пријатељску утакмицу против репрезентације Француске у узрасту до 20 година. Вукотић се на тој утакмици, одиграној 15. октобра 2018, нашао у стартној постави селекције Србије, а на терену је био до 79. минута, када је уместо њега у игру ушао Немања Текијашки.

## Начин игре
У млађим узрастима, Вукотић је неретко наступао у офанзивном делу терена, а због своје ефикасности у фудбалском клубу „Волеј” добио је надимак „Терминатор”, по филмском јунаку ког је тумачио Арнолд Шварценегер. Преласком у краљевачку Слогу, због изразите висине прекомандован је на место централног дефанзивца. Прву значајнију улогу у сениорској конкуренцији на тој позицији остварио је у Долини из Падине, да би потпуну афирмацију стекао играјући за Крупу. Приликом потписивања за овај клуб, изабрао је да носи број 15 на дресу, по угледу на свог фудбалског узора, Немању Видића.
Због леве ноге којом се боље сналази, Вукотић се у екипи Крупе адаптирао на месту левог штопера. Лета 2017. фигурирао је као појачање Црвене звезде, када је описан као фудбалер снажне конституције, са солидном брзином и техником у односу на позицију на којој наступа. Оцењен је као играч који добро чита игру и ситуације решава без претераног ризика, али и као опасан играч у фази напада, приликом прекида, односно фудбалер са прецизним дугим пасом. Том приликом је, због своје грађе, упоређен са Жарком Марковићем, такође изразито високим фудбалером и некадашњим полазником фудбалске школе овог клуба.
Пример фер игре капитена Крупе, Вукотића, против екипе Челика 25. новембра 2017, приликом ког је ради уласка противничког играча избацио лопту ван игре, оцењен је потезом кола у Премијер лиги Босне и Херцеговине.

## Статистика

#### Клупска
| Клуб            | Сезона   | Лига                              | Лига    | Лига   | Национални куп | Национални куп | Европа  | Европа | Остало  | Остало | Укупно  | Укупно |
| Клуб            | Сезона   | Дивизија                          | Наступа | Голова | Наступа        | Голова         | Наступа | Голова | Наступа | Голова | Наступа | Голова |
| --------------- | -------- | --------------------------------- | ------- | ------ | -------------- | -------------- | ------- | ------ | ------- | ------ | ------- | ------ |
| Слога Краљево   | 2012/13. | Прва лига Србије                  | 1       | 0      | 0              | 0              | —       | —      | —       | —      | 1       | 0      |
| Слога Краљево   | 2013/14. | Прва лига Србије                  | 1       | 0      | 0              | 0              | —       | —      | —       | —      | 1       | 0      |
| Слога Краљево   | Укупно   | Укупно                            | 2       | 0      | 0              | 0              | —       | —      | —       | —      | 2       | 0      |
| Долина Падина   | 2014/15. | Српска лига Војводина             | 30      | 2      | 1              | 0              | —       | —      | —       | —      | 31      | 2      |
| Крупа           | 2015/16. | Прва лига Републике Српске        | 27      | 3      | 1              | 0              | —       | —      | —       | —      | 28      | 3      |
| Крупа           | 2016/17. | Премијер лига Босне и Херцеговине | 29      | 1      | 1              | 1              | —       | —      | —       | —      | 30      | 2      |
| Крупа           | 2017/18. | Премијер лига Босне и Херцеговине | 28      | 2      | 7              | 0              | —       | —      | —       | —      | 35      | 2      |
| Крупа           | Укупно   | Укупно                            | 84      | 6      | 9              | 1              | —       | —      | —       | —      | 93      | 7      |
| Васланд-Беверен | 2018/19. | Прва лига Белгије                 | 20      | 1      | 0              | 0              | —       | —      | —       | —      | 20      | 1      |
| Каријера        | Каријера | Каријера                          | 136     | 9      | 10             | 1              | —       | —      | —       | —      | 146     | 10     |

- Ажурирано 8. јануара 2019. године.[7]

## Трофеји
Крупа
- Прва лига Републике Српске: 2015/16.